# Замковая площадь (Штутгарт)

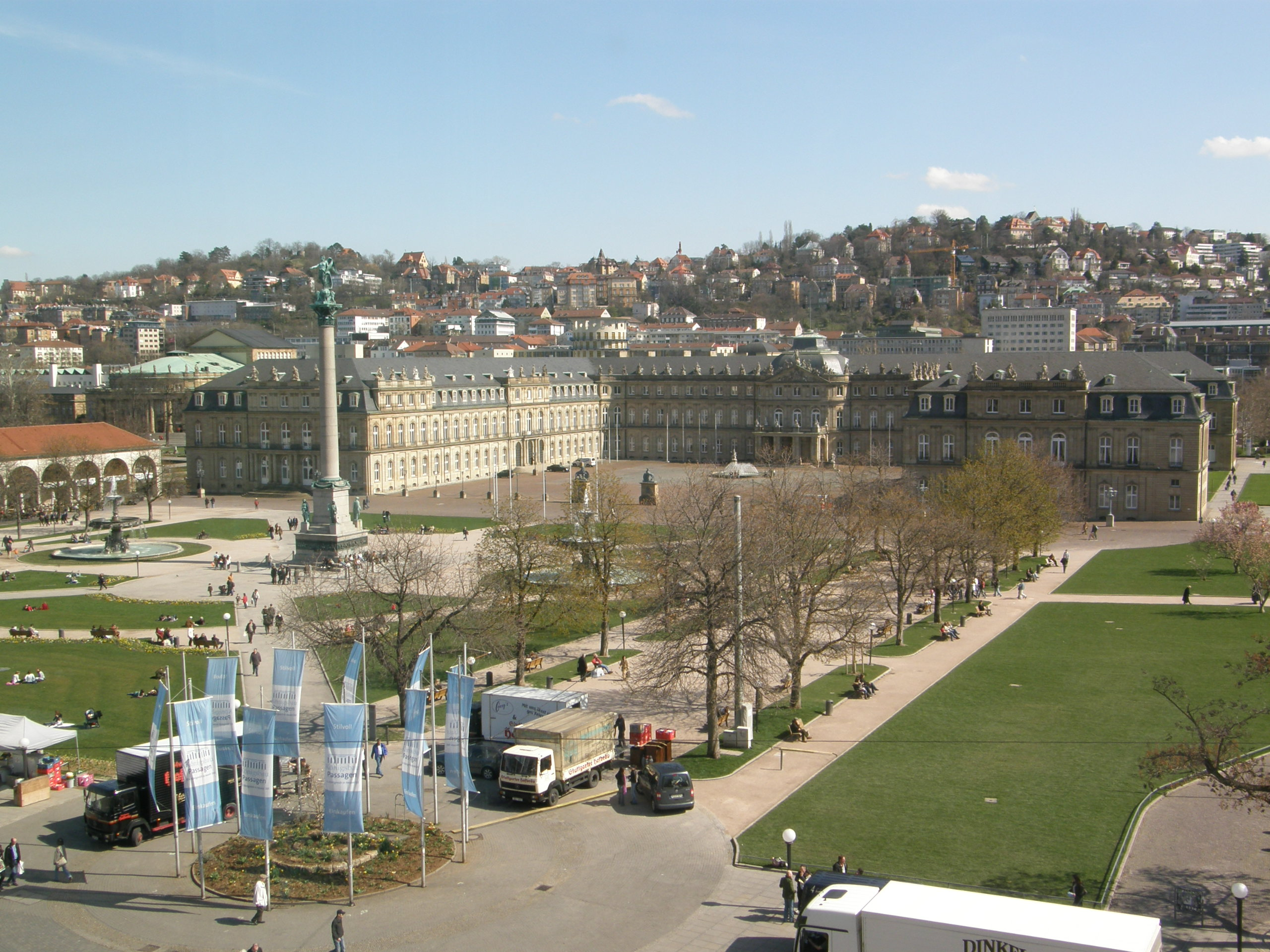
Замковая площадь с видом на Новый дворец

Замковая площадь (нем. Schlossplatz) — самая большая площадь в центре Штутгарта, где размещается Новый дворец, который был построен между 1746 и 1807. С момента своего строительства до середины 1800-х годов она использовалась в качестве военного плаца и не была открыта для общего посещения. Она располагается рядом с двумя другими популярными площадями в Штутгарте: Карлсплатц на юге и Шиллерплатц на юго-западе. Кенигштрассе (королевская улица) делит пополам площадь с севера на юг.
Новый дворец и прилегающая территория находятся в государственной собственности с 1918 года.
Дворец был сильно поврежден во время бомбардировок союзников в течение Второй мировой войны, здание было восстановлено с 1958 по 1964 год, был реконструирован интерьер, в котором разместили министерство культуры и казначейство в составе правительства Баден-Вюртемберга.

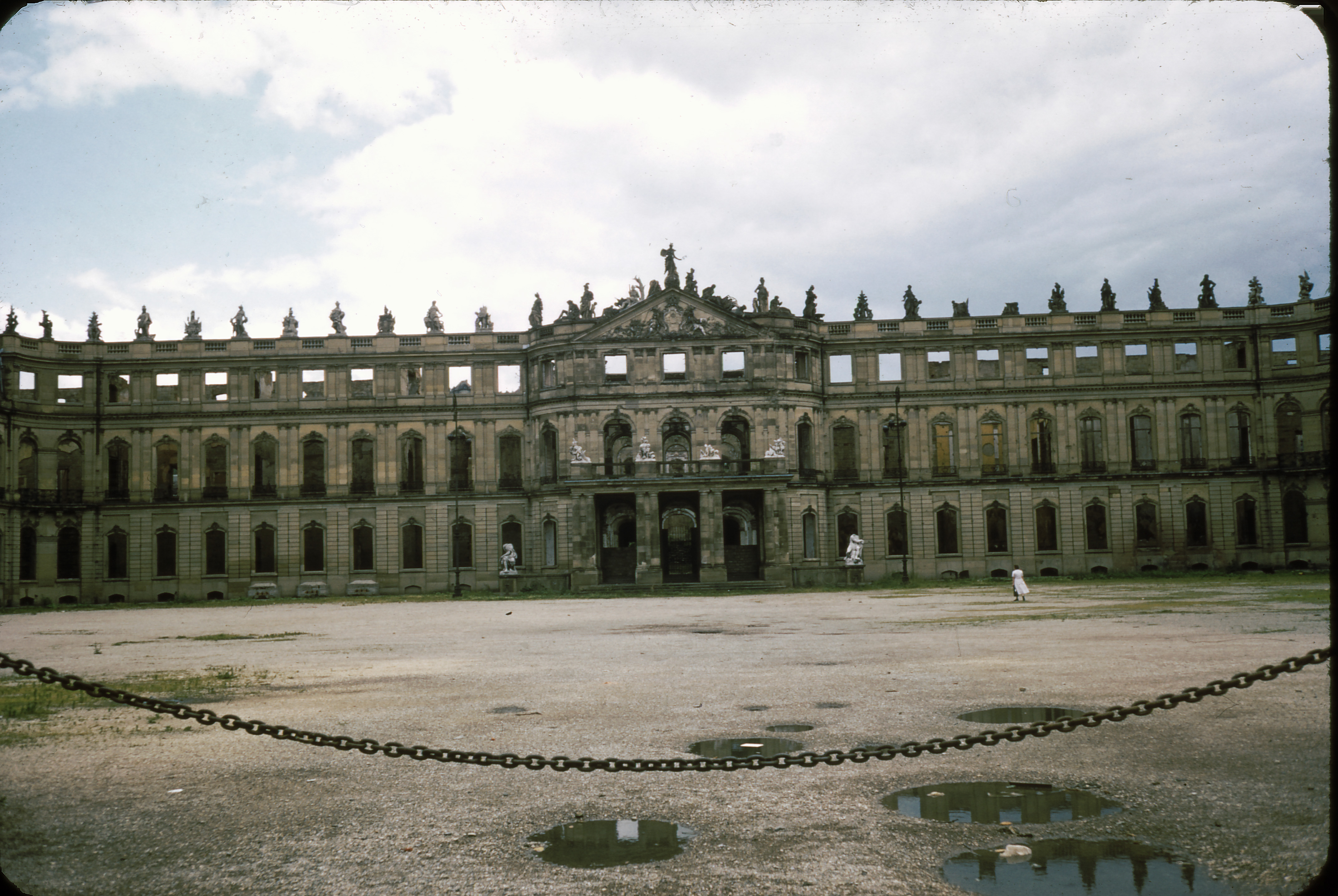
Сильно поврежденный Новый дворец в 1956 году перед реставрацией

До 1960-х годов на Кенигштрассе, которая делит пополам площадь, ходили автомобили и грузовики. С тех пор в штутгартском метро была построена станция метро и туннели, чтобы перенаправить движение с площади и Кенигштрассе.
Вся площадь была в последний раз полностью реконструирована в 1977 году, чтобы ознаменовать постановку федерального садового шоу в Штутгарте. Газоны и клумбы были обновлены в 2006 году после проведения финала чемпионата мира.

## Общественный транспорт
- Замковая площадь лежит почти прямо на дороге B27.
- Автобусные маршруты 42 и 44, все 17 ночных автобусов, линии U5, U6, U7, U12 и U15 подземного метро Штутгарта останавливаются прямо на замковой площади.

## События
Каждый год на площади проходят крупные мероприятия на свежем воздухе, такие как концерты под открытым небом, детские и рождественские ярмарки, включая открытый каток. Во время финала Кубка мира 2006 года на площади регулярно присутствовало более 40 000 зрителей, которые смотрели живые матчи на 3 огромных экранах.
Летом 2008 года на замковой площади была представлена выставка United Buddy Bears — коллекция из 144 двухметровых скульптур, каждая из которых была разработана различными художниками, она совершала поездку по миру как символ культурного понимания, терпимости и взаимного доверия.

## Галерея

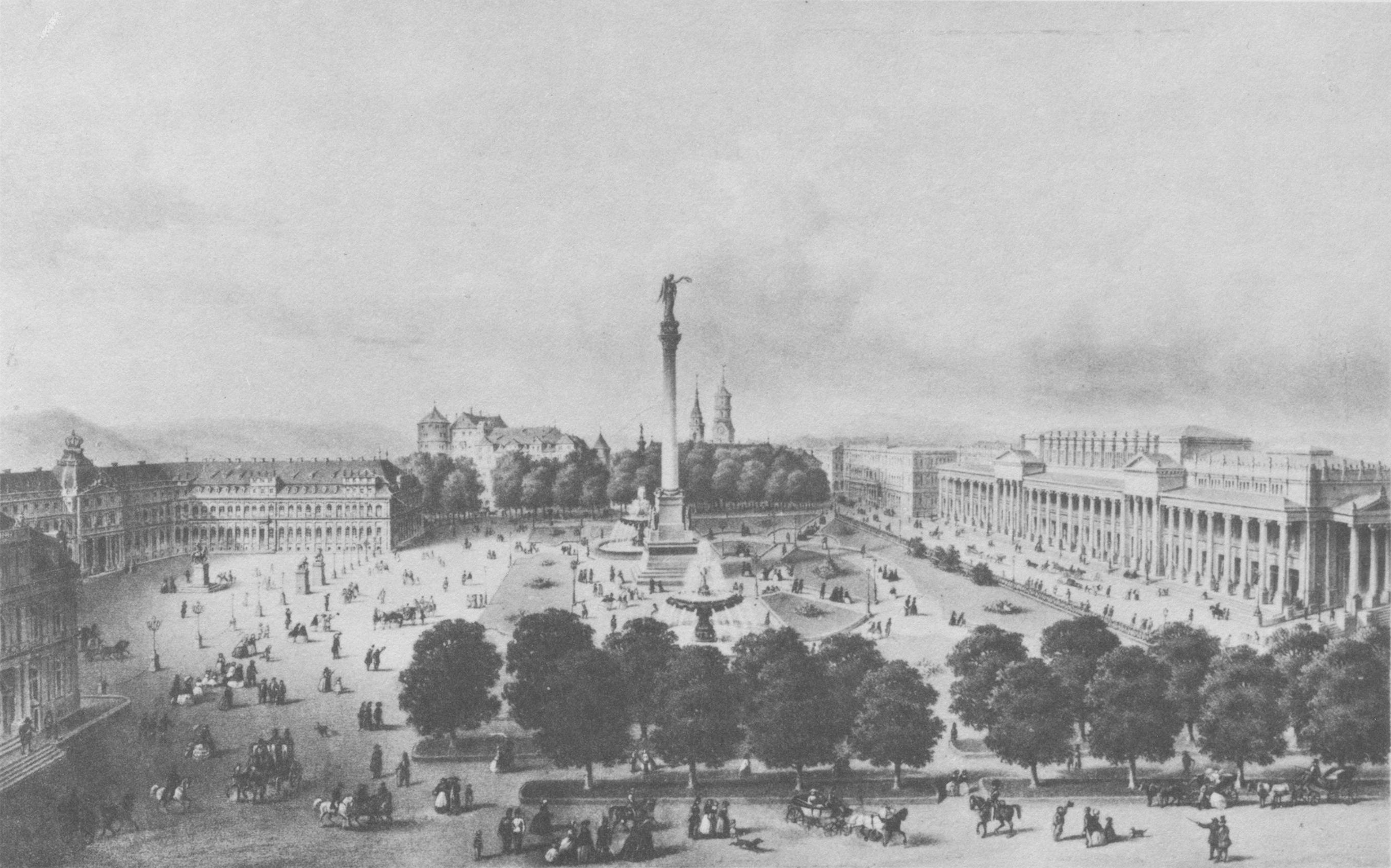
Литография замковой площади, 1863
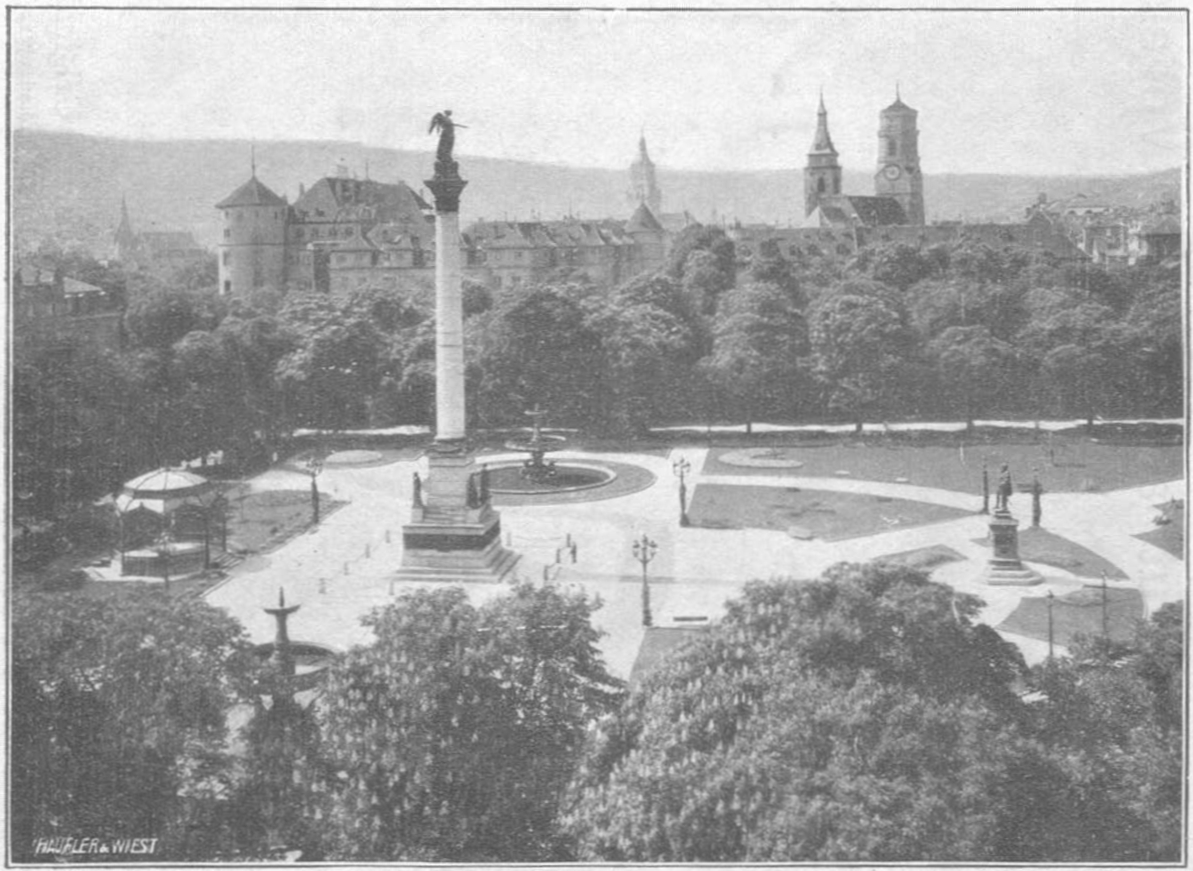
Замковая площадь, 1915
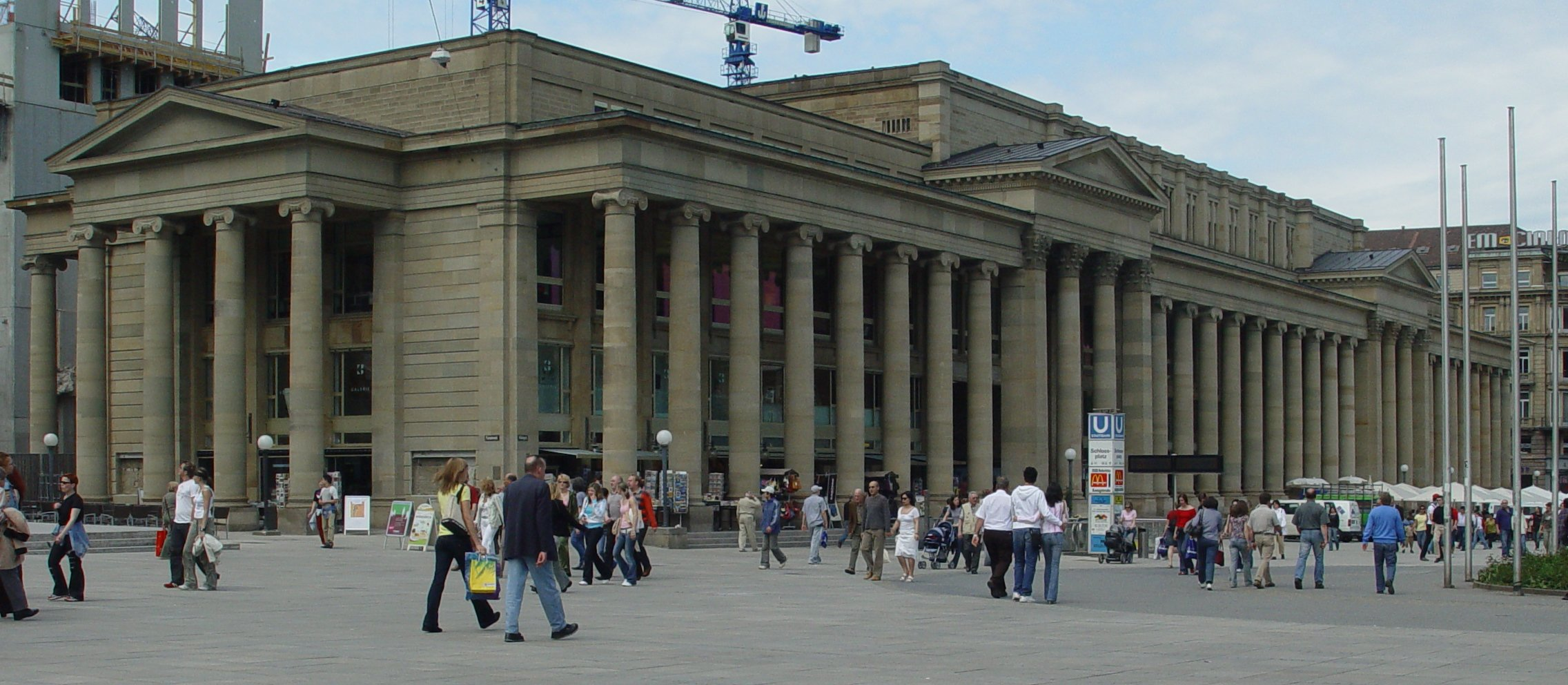
Кенигсбау, где располагалась местная фондовая биржа с 1991 по 2002 год
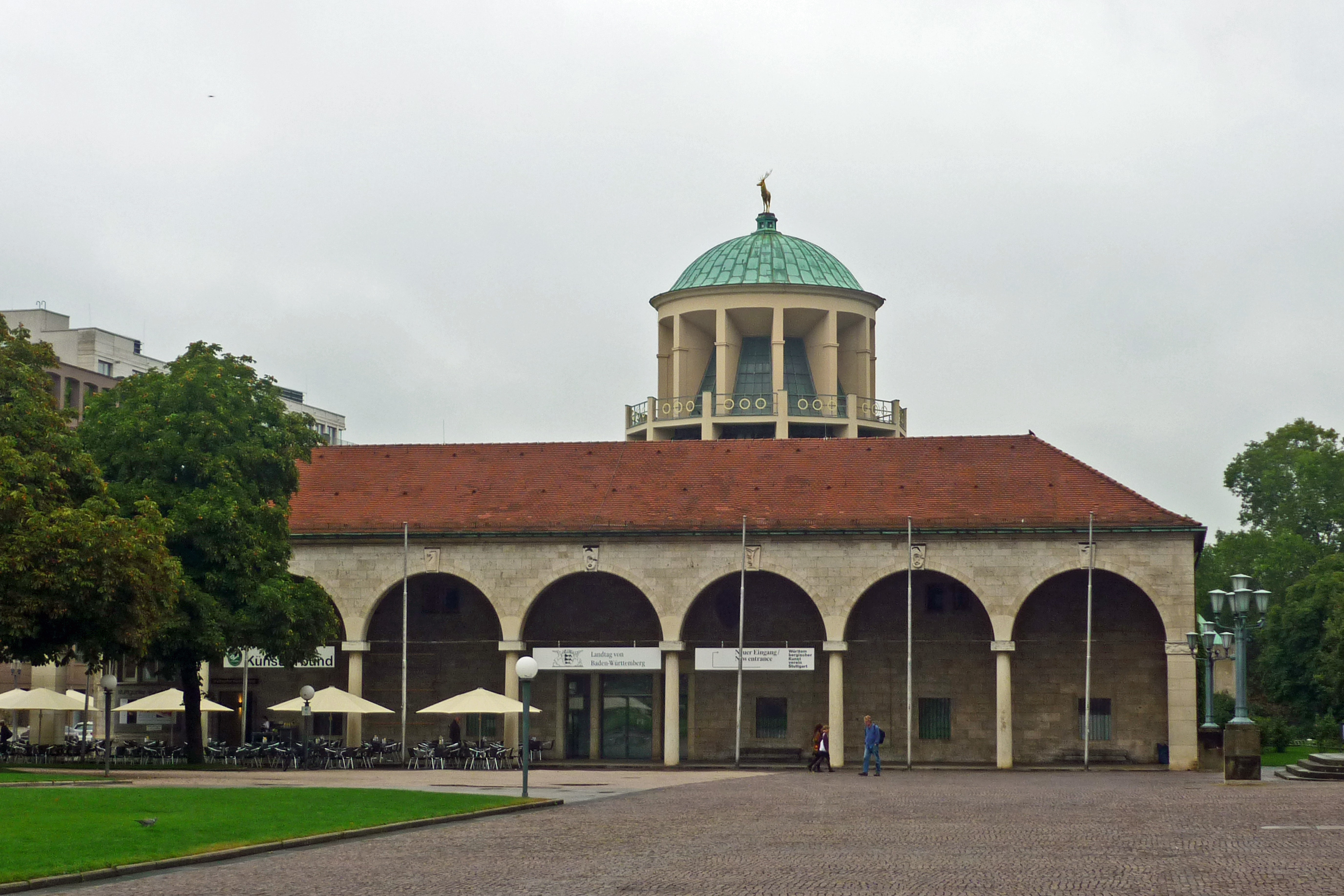
Центр искусств
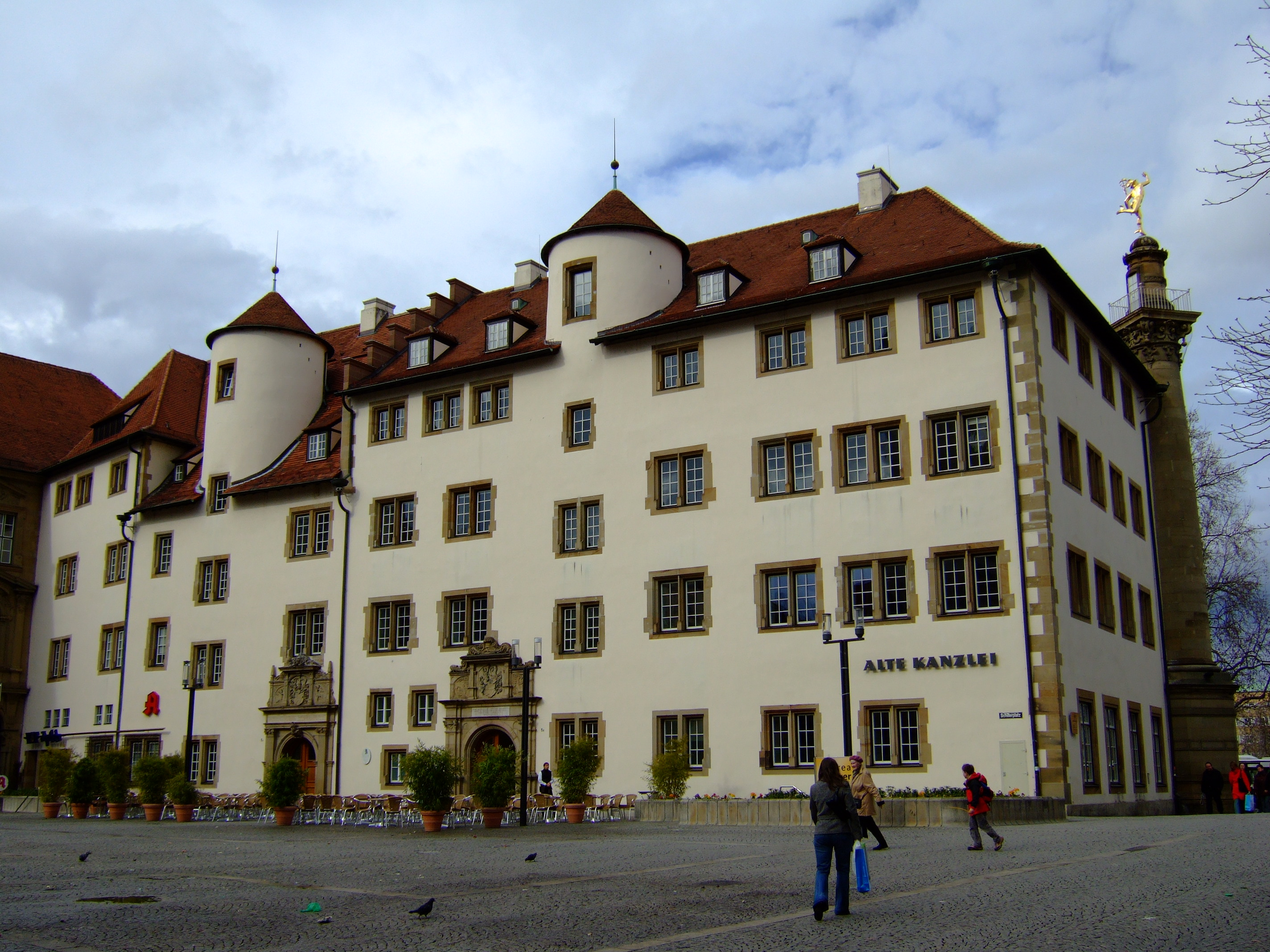
Старая канцелярия с видом на Шиллерплатц
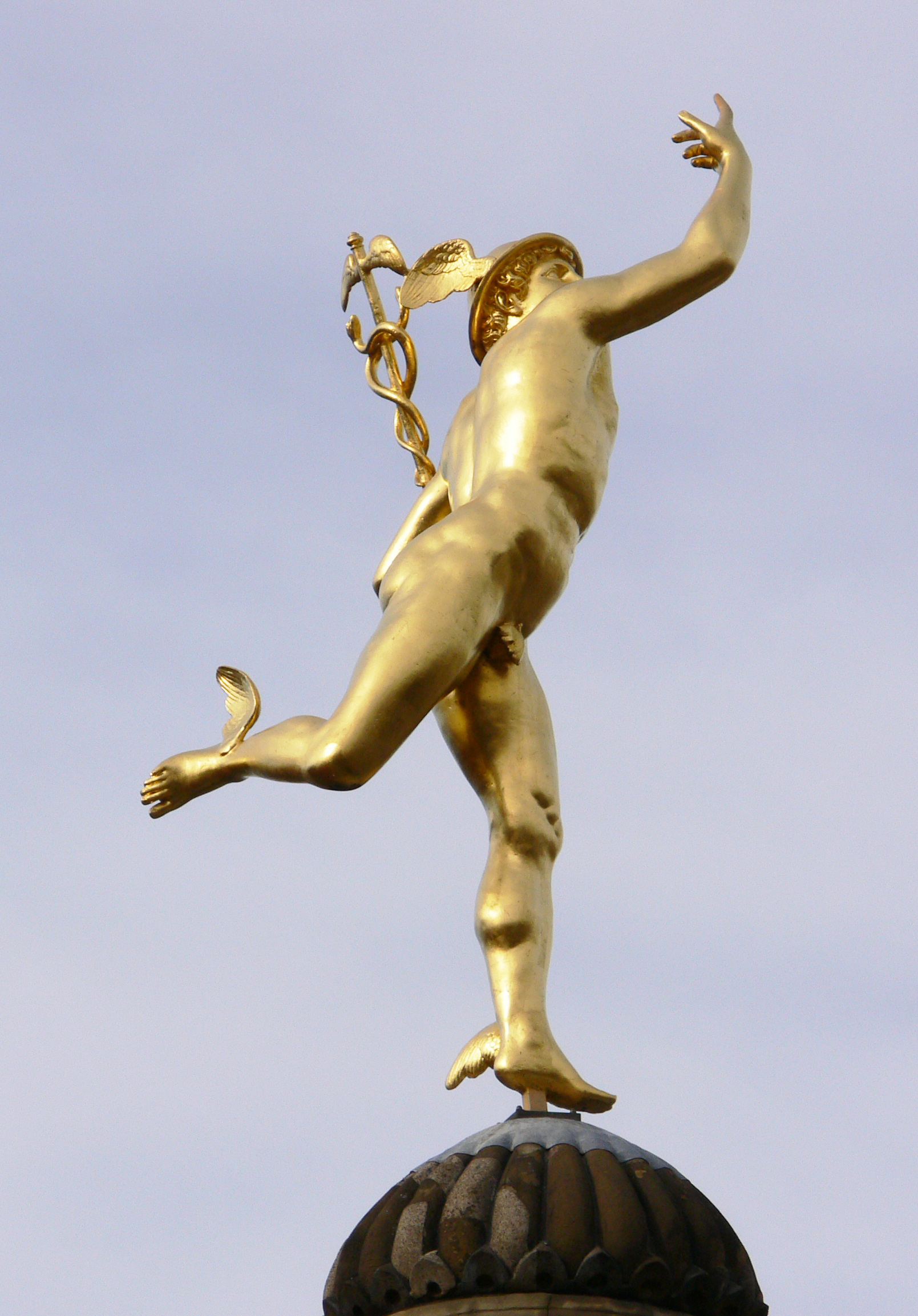
Столб Меркурия, построенный в 1598 году
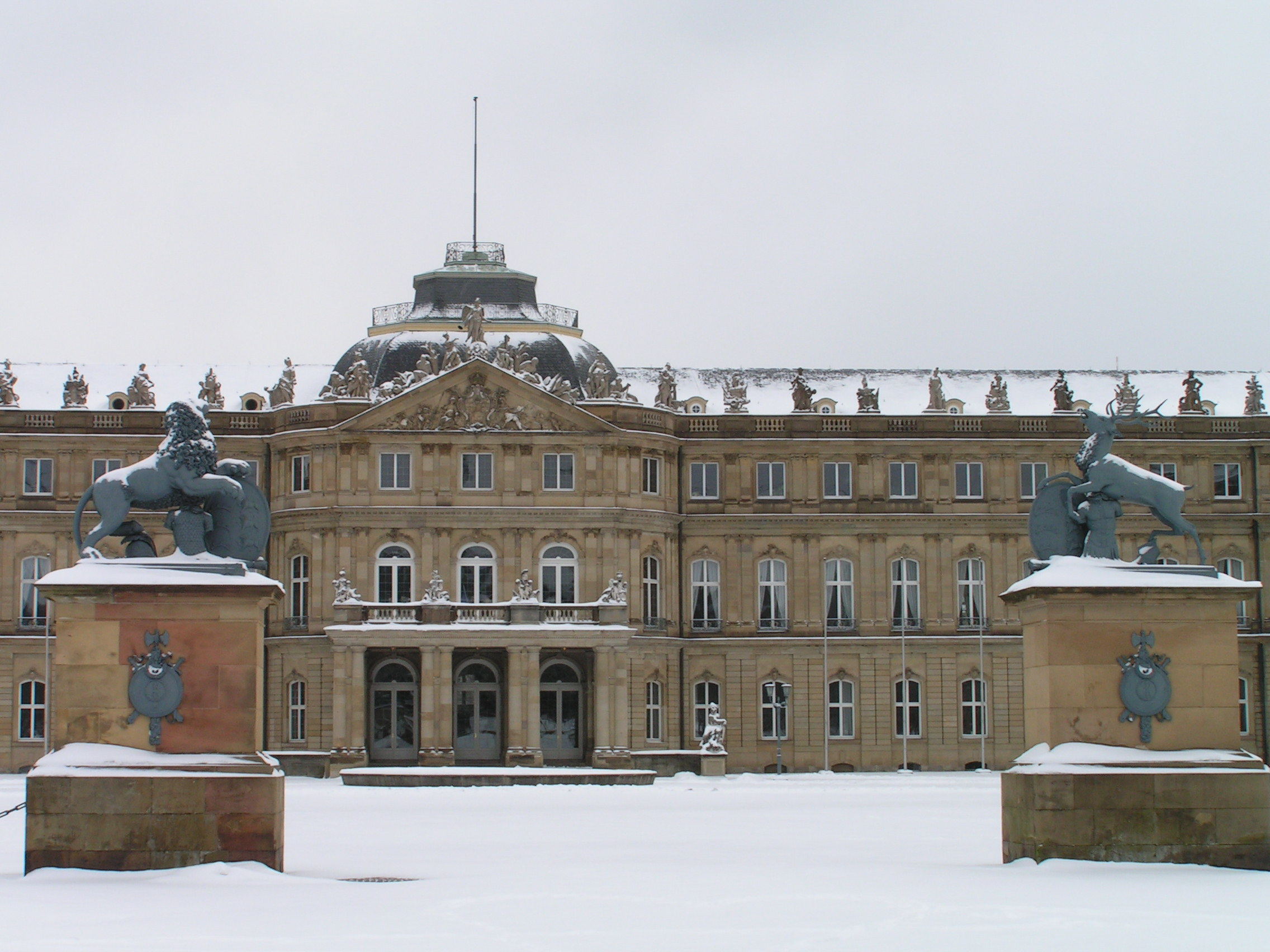
Вход в Новый дворец с замковой площади
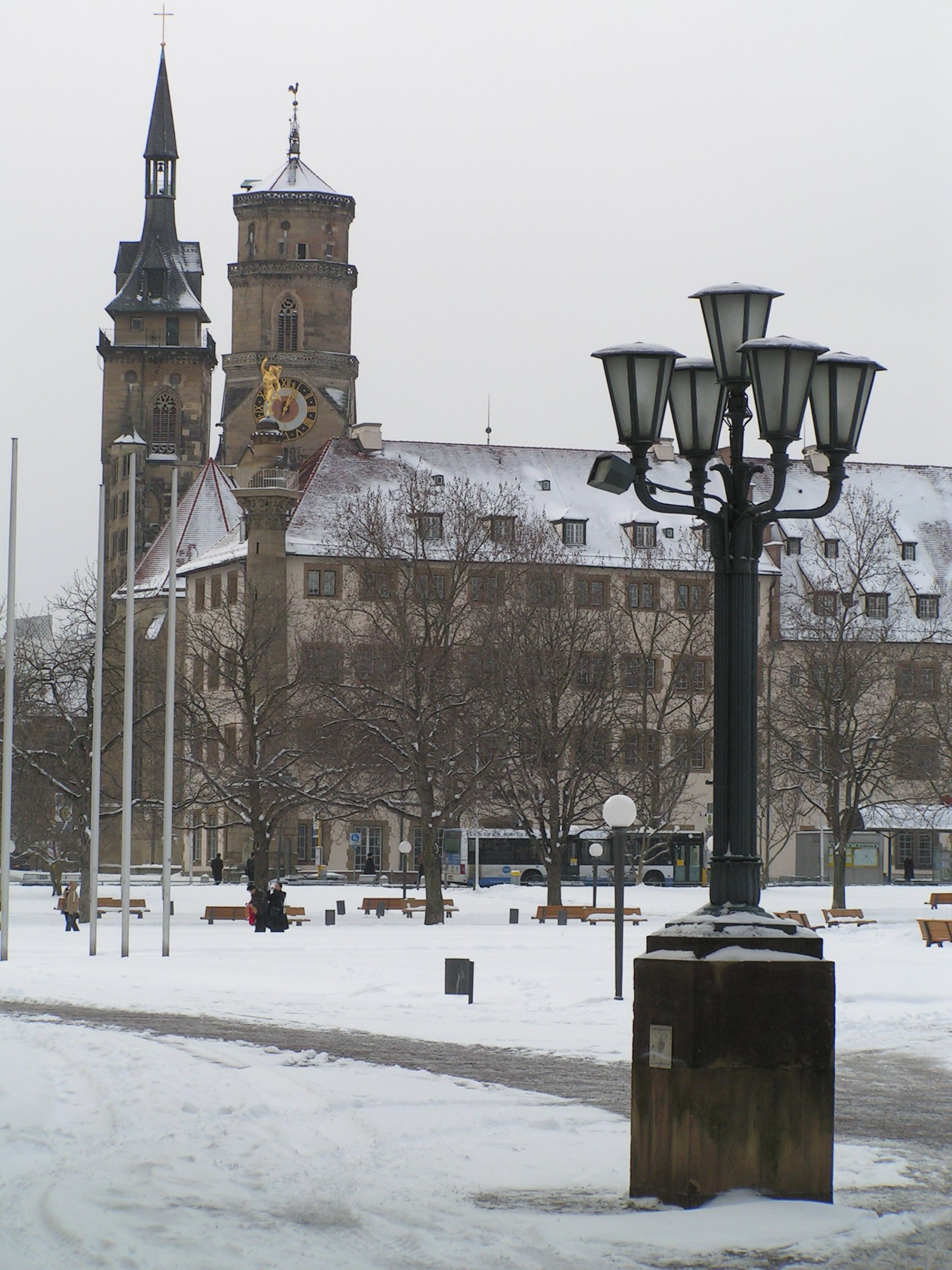
Западная сторона площади с видом на старую канцелярию и Шиллерплатц
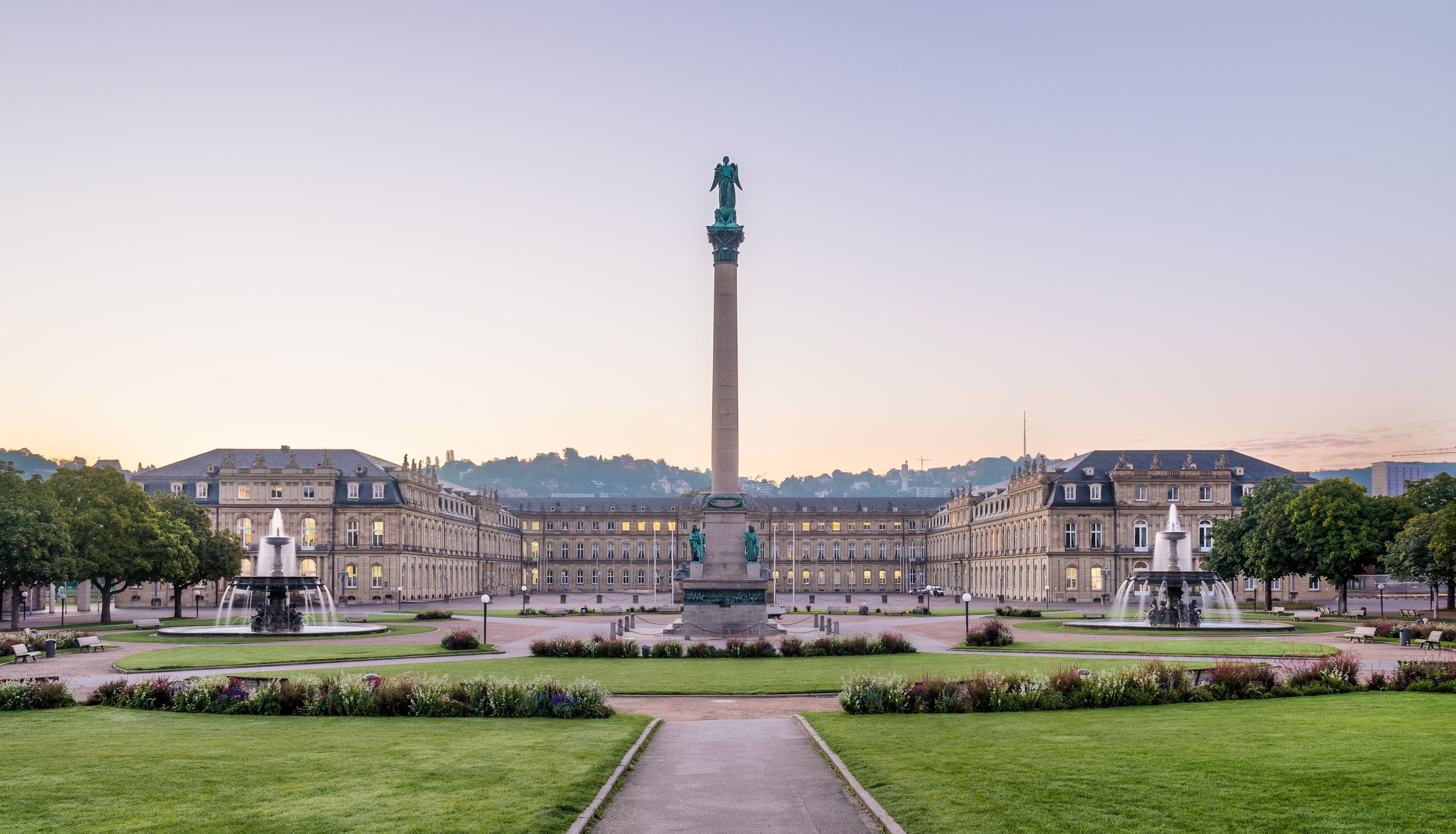
Замковая площадь на рассвете с юбилейной колонной перед Новым дворцом
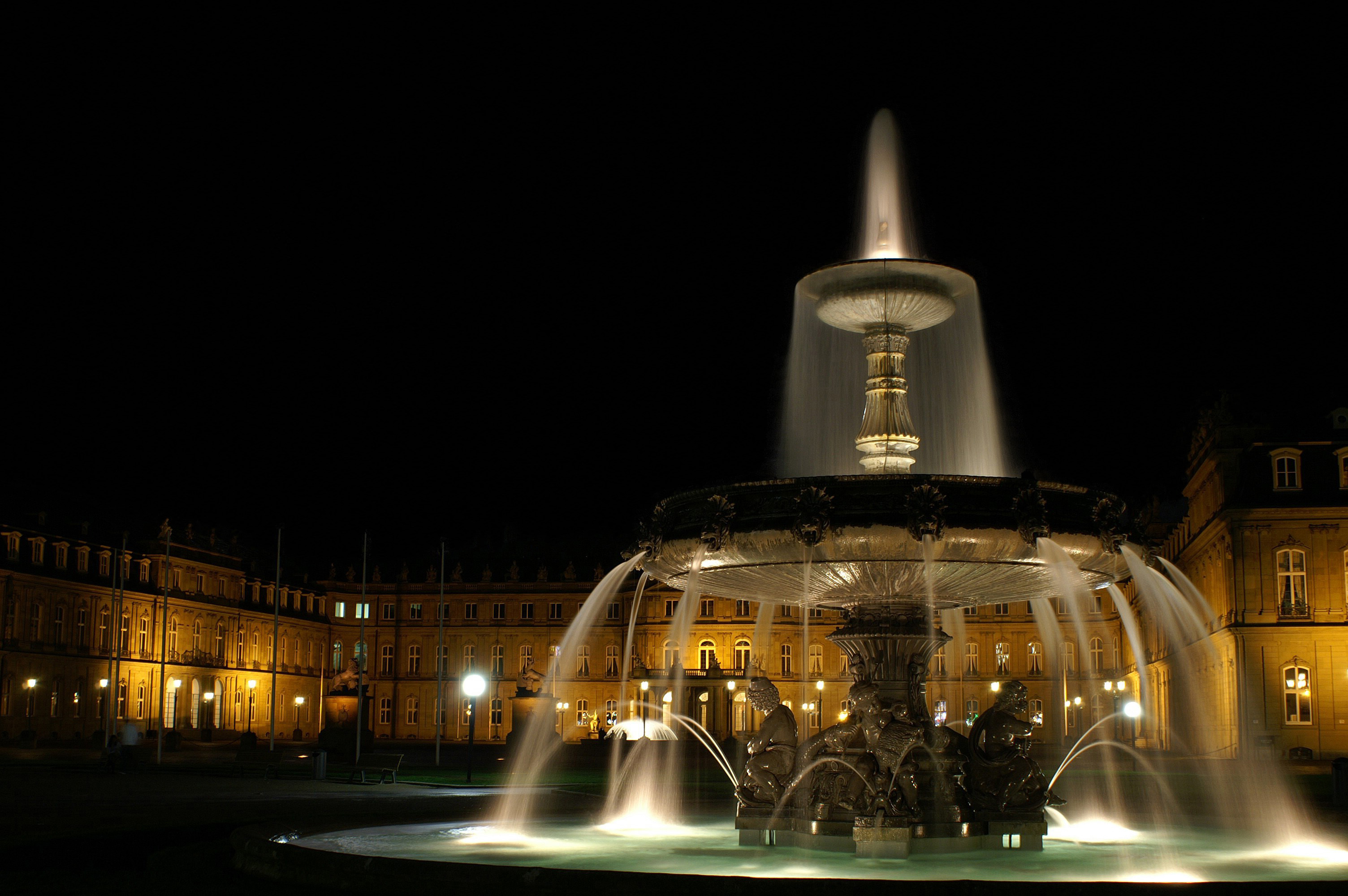
Новый дворец ночью
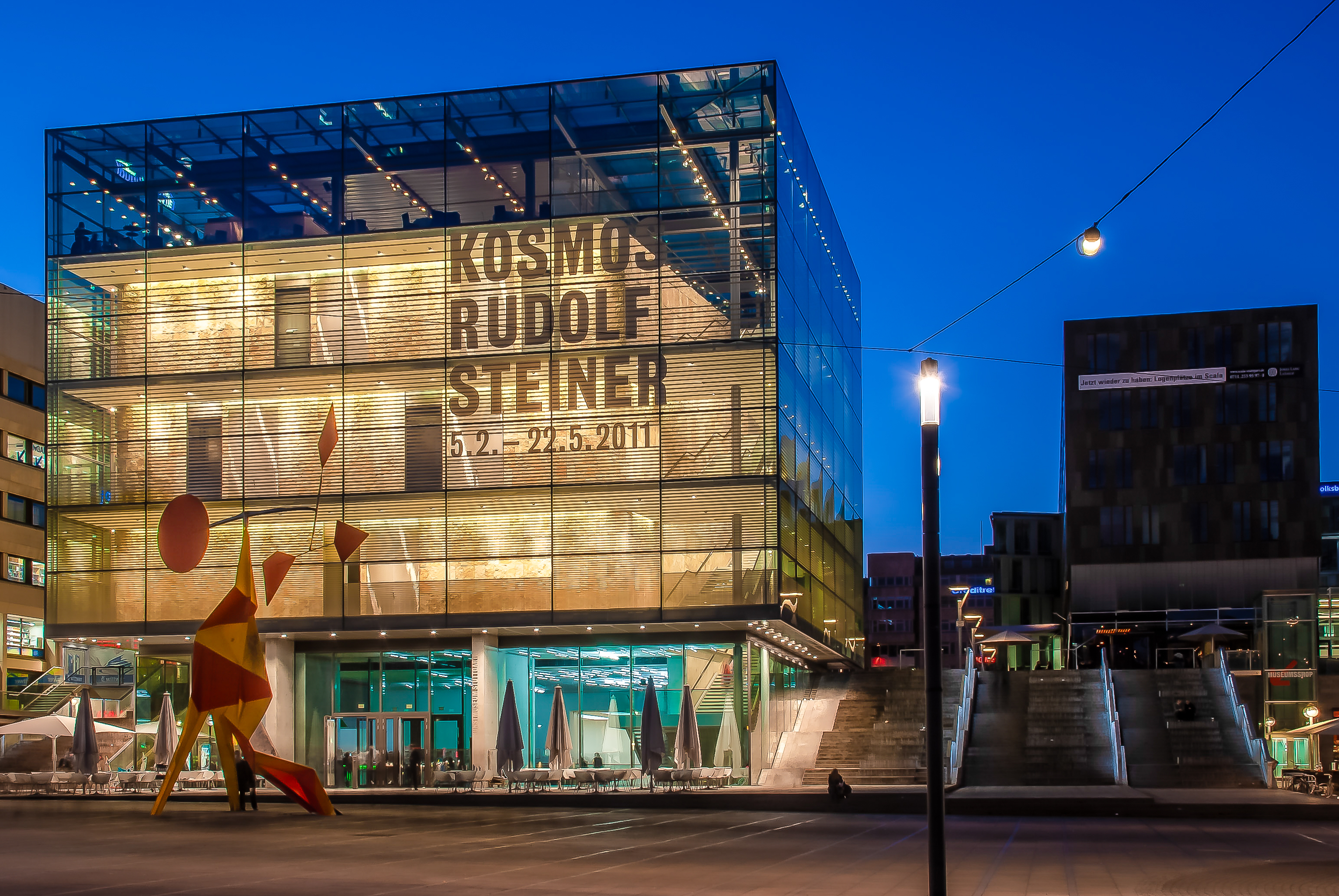
Художественный музей Штутгарта
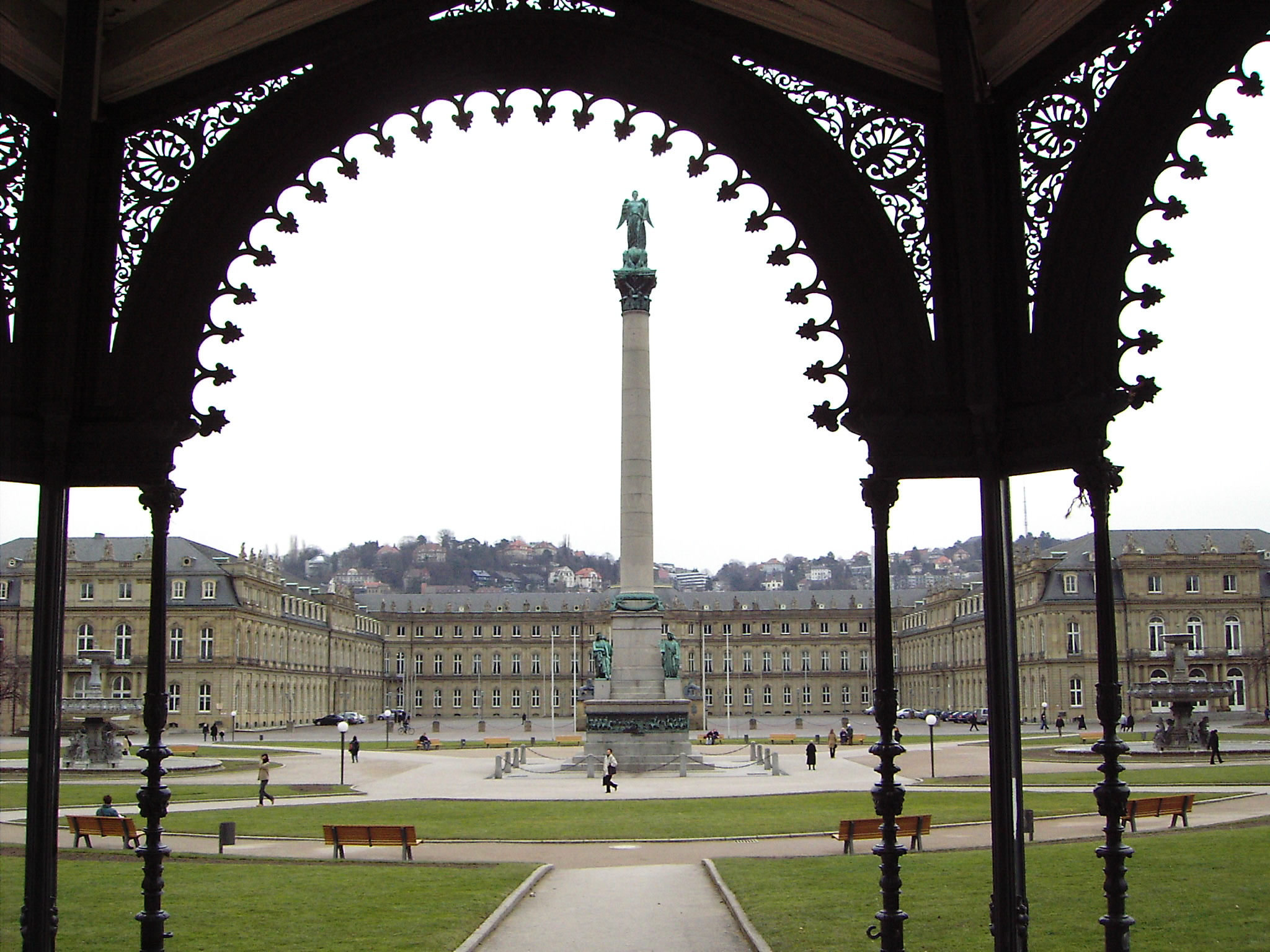
Вид на Новый дворец
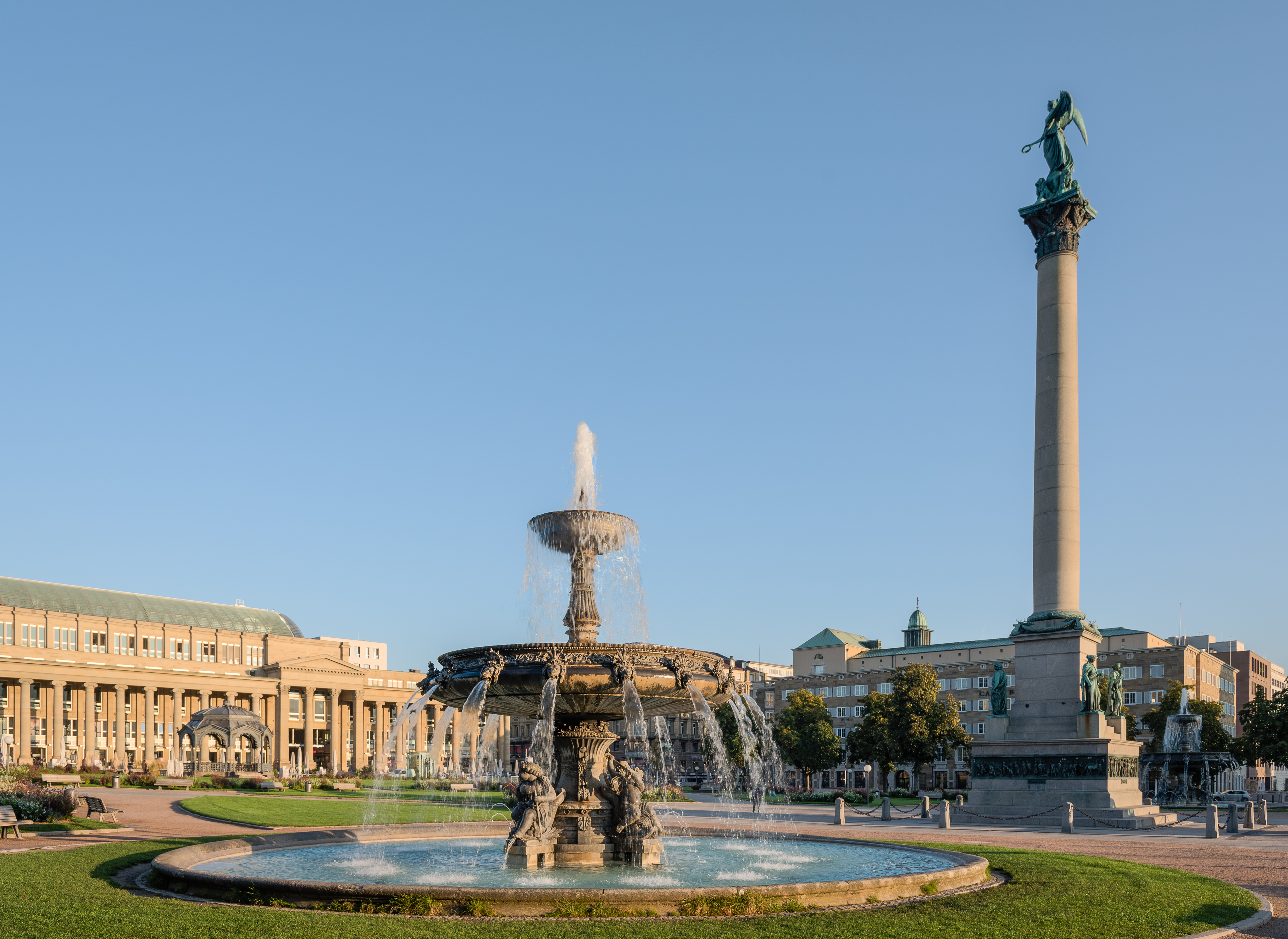
Фонтан на площади с видом Кенигсбау на заднем плане